# Sucka Free
Sucka Free ist das zweite Mixtape der US-amerikanischen Rapperin Nicki Minaj. Es wurde am 12. April 2008 durch Dirty Money Records veröffentlicht. Sucka Free zeigt Gastauftritte von Rapperkollegen wie Lil Wayne, Gucci Mane, Jadakiss, Lil’ Kim und Ransom. Die Produktionen stammen unter anderem von Daven „Prestige“ Vanderpool, Diddy, James Todd Smith. Keiner der Tracks sind Originalsongs; meist wurden Samples von bekannten Hip-Hop-Songs verwendet.

## Hintergrund
Kurz nachdem Minajs vorheriges Mixtape Playtime is Over im Jahr 2007 veröffentlicht worden war, veröffentlichte Minaj Sucka Free mit dem Labelkollegen Lil Wayne, nachdem er sie auf der in Queens produzierten DVD-Serie The Come Up entdeckt hatte. Lil Wayne hat Nicki bei der Erstellung des Videos beraten und ihr dabei geholfen, ihre Rap-Karriere fortzusetzen.

## Cover
Das Cover dieses Mixtapes zeigt Nicki Minaj und Lil Wayne auf einem Podium vor einem roten Vorhang, der von XXL Magazine und MTV interviewt wurde. Nicki trägt eine goldfarbene Halskette und goldfarbene Ohrringe, die ein halb durchgeknöpftes rotes Hemd tragen und eine gestreifte Hose tragen, die denen ähnelt, die sie auf dem Mixtape Playtime Is Over trägt. Lil Wayne trägt ein rotes Gewand mit einer silbernen Uhr und silbernen Ketten mit einem schwarzen Hut mit dem Titel „Young Money“.

## Trackliste
| Nr. | Titel                                      | Länge |
| --- | ------------------------------------------ | ----- |
| 1.  | President Carter Speaks                    | 01:09 |
| 2.  | Sunshine feat Lil Wayne                    | 03:18 |
| 3.  | Set it Off                                 | 02:15 |
| 4.  | Brraaattt feat Ransom Riggs                | 02:43 |
| 5.  | Higher Than a Kite feat. Lil Wayne         | 02:35 |
| 6.  | Grindin                                    | 02:20 |
| 7.  | Curious George                             | 02:02 |
| 8.  | Sucka Free '08                             | 00:07 |
| 9.  | Baddest Bitch                              | 02:19 |
| 10. | Wanna Minaj? feat. Gucci Mane und Lil’ Kim | 03:39 |
| 11. | Doin It Well feat. Jadakiss                | 02:23 |
| 12. | Cuchi Shop                                 | 03:11 |
| 13. | Hundret Million Dollaz                     | 00:19 |
| 14. | Young Money Ballaz feat. Lil Wayne         | 02:38 |
| 15. | Sweetest Girl                              | 03:04 |
| 16. | Firm Biz '08 feat. Jadakiss                | 01:37 |
| 17. | Dead Wrong                                 | 02:46 |
| 18. | Long Time Comming feat. Ransom Riggs       | 03:16 |
| 19. | Womp Womp                                  | 02:34 |
| 20. | Who's Ya Best MC?                          | 02:27 |
| 21. | Autobiography                              | 04:33 |
| 22. | President Carter Sings Off                 | 00:16 |
| 23. | Lolipop (Remix)                            | 05:42 |